# Ma Wei
Ma Wei (né le 10 mars 1969) est un athlète chinois, spécialiste du lancer du disque.

## Biographie
Il remporte la médaille d'or du lancer du disque lors des championnats d'Asie 1995, à Djakarta, avec la marque de 58,44 m.

### Palmarès
| Date | Compétition         | Lieu      | Résultat | Épreuve          | Performance |
| ---- | ------------------- | --------- | -------- | ---------------- | ----------- |
| 1993 | Championnats d'Asie | Manille   | 3e       | Lancer du disque | 54,32 m     |
| 1994 | Jeux asiatiques     | Hiroshima | 2e       | Lancer du disque | 57,92 m     |
| 1995 | Championnats d'Asie | Djakarta  | 1er      | Lancer du disque | 58,44 m     |

### Records
| Épreuve          | Performance | Lieu      | Date         |
| ---------------- | ----------- | --------- | ------------ |
| Lancer du disque | 60,80 m     | Guangzhou | 22 mars 1993 |